# Energi Fyn
Energi Fyn er et dansk energiselskab, der er ejet af  220.000 fynske andelshavere. Forsyningsområdet dækker ca. 3/4 af Fyn - senest ved sammenlægning af selskaber fra FFV (Faaborg Forsyningsvirksomhed). Selskabet ejer og driver elforsyningsnettet på størstedelen af Fyn. Hovedsædet er placeret i Sanderum i Odense, hvor der er 390 medarbejdere, der blandt andet arbejder med teknik, administration, økonomi, kundeservice.
Energi Fyns repræsentantskab består af 93 repræsentantskabsmedlemmer og er koncerns øverste myndighed. Disse medlemmer er på valg hvert 4. år.